# Jan Štohanzl
Jan Štohanzl (Třebíč, 20 marzo 1985) è un calciatore ceco, centrocampista del Libišany.

## Palmarès

### Club

#### Competizioni nazionali
- Coppa della Repubblica Ceca: 1

Teplice: 2009